# 永井松三

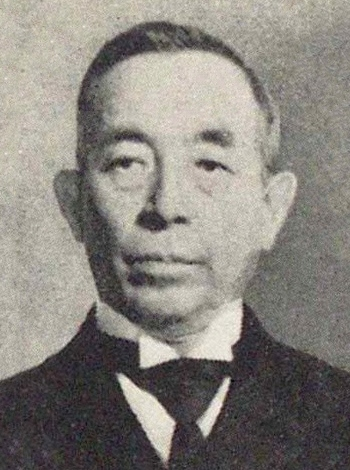
永井松三

永井 松三（ながい まつぞう、1877年（明治10年）3月5日 - 1957年（昭和32年）4月19日）は、日本の外交官。外務次官、駐ドイツ大使。IOC委員、貴族院勅選議員。

## 来歴

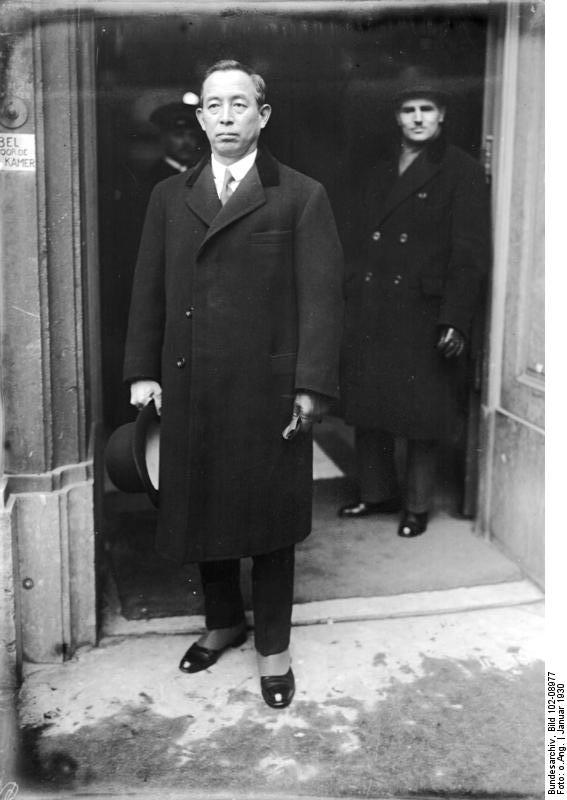
第2回ハーグ会議に日本の特命全権大使として臨んだ駐独大使時代の永井（1930年1月）

現在の愛知県名古屋市に永井松右衛門の長男として生まれる。
1895年（明治28年）に高等師範学校尋常中学科（現・筑波大学附属中学校・高等学校）を卒業後、私立東京英語学校を経て、第一高等学校、東京帝国大学を卒業。
1902年（明治35年）に外務省入省。天津、ニューヨーク、ワシントンDCに在勤する。1912年（明治45年）2月に駐サンフランシスコ総領事、その後、駐ベルギー大使、1930年12月から1932年5月まで外務次官、駐ドイツ大使などを歴任する。
1913年（大正2年）に設立された成蹊中学の理事には岩崎小弥太、今村繁三、高木兼二らと共に理事に名を連ねている。在ロンドン大使館に勤務していた1919年（大正8年）にはパリ講和会議に西園寺公望らの随員として参加した。
1922年（大正11年）から外務省通商局長。1926年（大正15年）から1929年（昭和4年）まで国際連盟日本代表。1930年（昭和5年）のロンドン海軍軍縮会議、1935年（昭和10年）の同第2回会議に全権委員として列席した。
1937年（昭和12年）に第12回オリンピック東京大会組織委員会の事務総長に就任した。東京大会は戦火の拡大により1938年（昭和13年）7月に開催が返上されてしまうが、永井は1939年（昭和14年）6月にロンドンで開催された国際オリンピック委員会 (IOC) 総会においてIOC委員に選任された。1940年（昭和15年）4月から1942年（昭和17年）3月まで日本ハンドボール協会第2代会長を務めた。

第二次世界大戦の終結後は、全日本体育会から日本が世界のスポーツ界に復帰する手段について検討を依頼された。永井がGHQを通じてIOCに照会したところ、すでに日本オリンピック委員会 (JOC) はIOCからは承認されていないこと、また各競技の日本国内団体も、それぞれの国際競技団体から除名処分を受けていたことが判明した。
1947年6月には同月開催されたIOCストックホルム総会の開催通知を受け取ったが出席できず、翌年1948年（昭和23年）1月に開催されたIOCサンモリッツ総会にもGHQから渡航許可が降りず出席できなかった。同年7月に開催されたIOCロンドン総会には資金難から渡航できず、ようやく1949年（昭和24年）4月に開催されたIOCローマ総会に出席した。このときの渡航費用は松本瀧藏が、ハワイの日系人社会に要請した募金により調達された。1950年5月開催のIOCコペンハーゲン総会でIOC委員を辞任した。
この間、1946年（昭和21年）2月5日に貴族院勅選議員に勅任された。院内では同和会に所属し、1947年（昭和22年）5月2日の貴族院廃止まで在任した。
1931年（昭和6年）4月に勲一等瑞宝章、1934年（昭和9年）4月に勲一等旭日大綬章を受章。墓所は東浦町了願寺。

## 栄典
位階

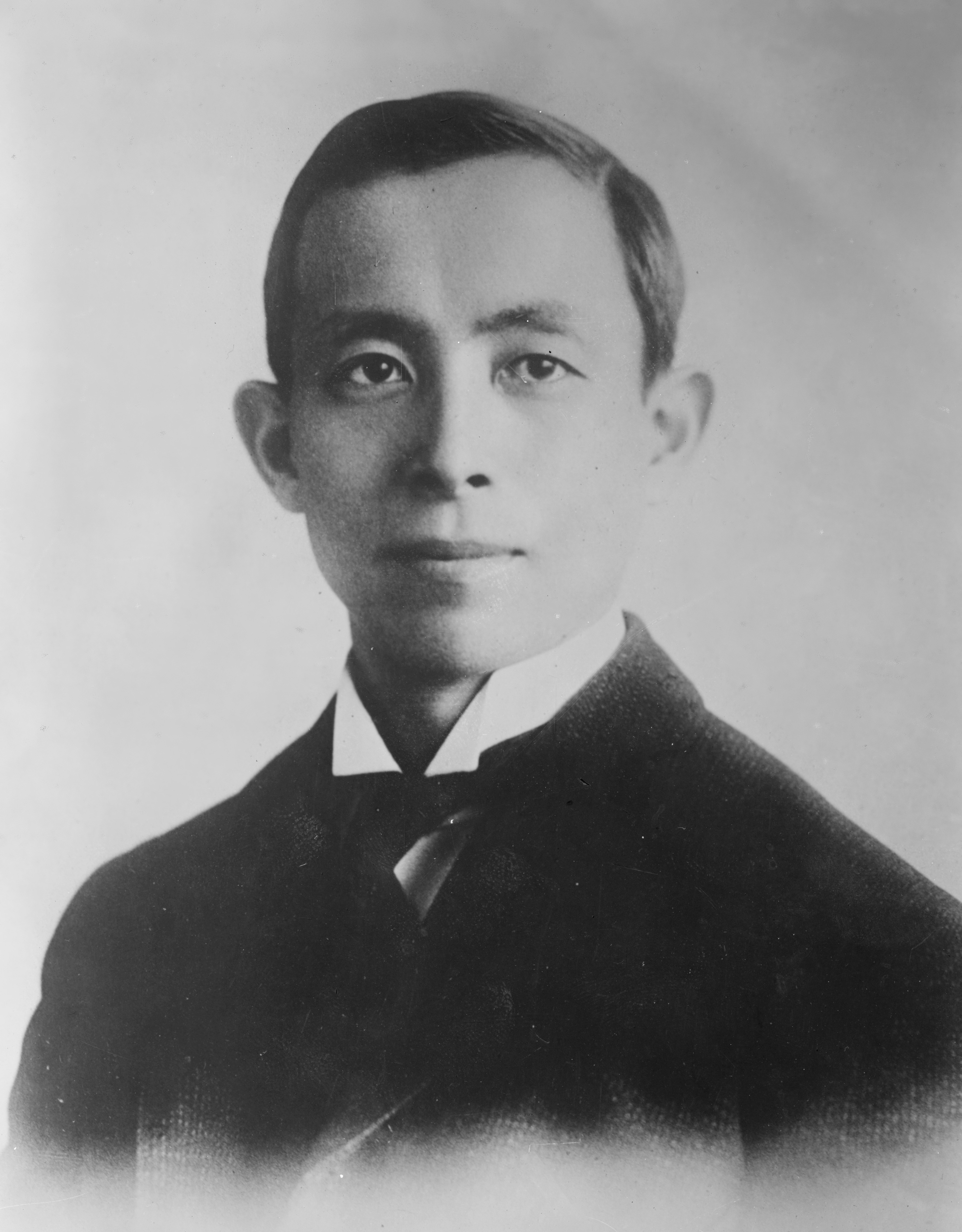
アメリカ大使館附参事官だった頃（1917年）

- 1936年（昭和11年）4月18日 - 正三位[5]

勲章・記章
- 1918年（大正7年）3月4日 - 勲三等瑞宝章[6]
- 1931年（昭和6年）4月11日 - 勲一等瑞宝章[7]
- 1940年（昭和15年）8月15日 - 紀元二千六百年祝典記念章[8]

## 著書

### 単著
- 『世界の大勢と日本』中央教化団体連合会〈国民更生叢書 15〉、1935年5月。NDLJP:1270552。
- 『オリムピック東京大会に就て 附・殴米の日支事変観と不安なる殴洲の近情』日本外交協会、1938年5月。

### 編書
- 『オリンピック精神』第十二回オリンピツク東京大会組織委員会、1938年12月。
- 『報告書』第十二回オリンピツク東京大会組織委員会、1939年1月。
- 『移住編』（特装版）洋々社〈日米文化交渉史 第5巻〉、1955年3月。
  - 『移住編』（並装版）洋々社〈日米文化交渉史 第5巻〉、1955年6月。
  - 『移住』（新装版）原書房、1981年10月。ISBN 9784562009947。

### 共著
- 永井松三、幣原喜重郎『大正十二年、昭和六年日蘇漁業交渉苦心談・昭和十一年日蘇漁業交渉当時「ユレネフ」大使トノ会談ニ就テ』外務省調査部第一課、1939年4月。

## 家族・親族
- 妻： スエ（長崎県士族、柳谷卯三郎妹）
- 長男： 邦夫（実業家、日本興業銀行勤務、東ソー副社長、オルガノ社長。岳父に三谷隆信）
- 伯父： 永井久一郎（漢詩人、官僚）
- 叔父： 阪本釤之助（官僚、政治家）
　　　 大島久満次（内務官僚、政治家）
- 従弟： 永井荷風（小説家）
　　　 阪本瑞男（外交官）
　　　 阪本越郎（詩人、ドイツ文学者）
　　　 高見順（小説家）